# Mur alpin

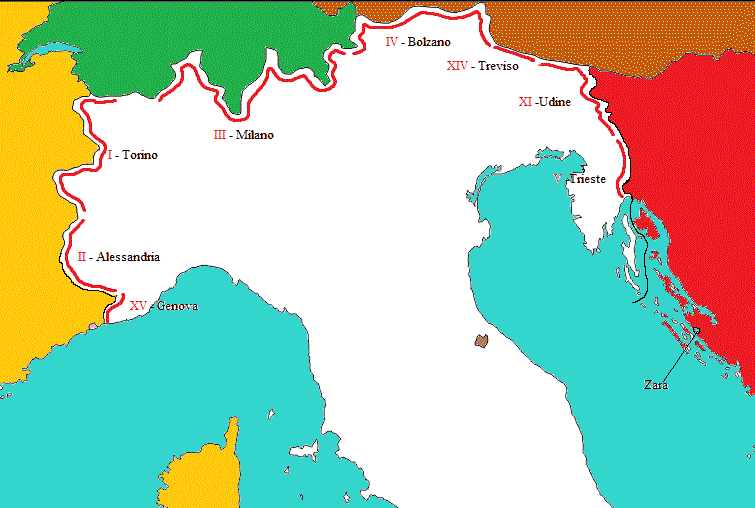
Carte du Vallo Alpino (rouge). Chaque portion de la ligne relève d'un corps d'armée italien différent.

Le Mur alpin ou Mur des Alpes, (en italien : Vallo Alpino) est une ligne de défense reposant sur des fortifications et des casemates construites par l'Italie afin de protéger ses 1 851 kilomètres de frontière avec la France, la Suisse, l'Autriche et la Yougoslavie de l'époque. Construites principalement entre 1930 et 1935, la ligne était défendue par les Guardia alla Frontiera (garde-frontières italiens). Son concept est similaire à la ligne Maginot française et la ligne Siegfried allemande, à la grande différence qu'elle est construite sur un terrain fort (montagne), comme la ligne Maginot alpine et, dans une certaine mesure, le Réduit national suisse, qui est davantage un système de défense en profondeur plutôt qu'une ligne de défense.

## Caractéristiques

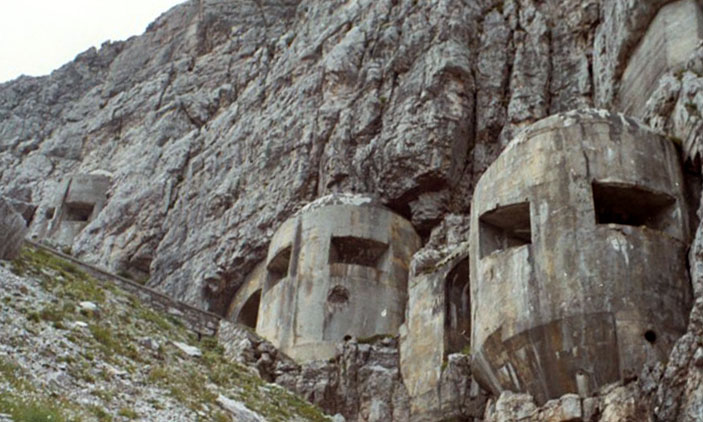
Ouvrage du Mur alpin dans le Sud Tyrol à la frontière avec l'Autriche.

L'ensemble de défense comprenait trois zones :
- La zone de sécurité, censée établir le premier contact avec l'ennemi ;
- La zone de résistance, dotée de lourdes fortifications permettant de refouler l'ennemi sur ses positions de départ ;
- La zone d'alignement, censée permettre de lancer une contre-attaque.

Il existait par ailleurs trois types de fortifications :
- Type A : fortifications lourdes, généralement positionnées sur les montagnes ;
- Type B : petites fortifications de défenses ;
- Type C : abris et points de ralliement.

Les forts et les casemates étaient à la fois équipés de nouvelles armes (dont des mitrailleuses Breda M1930, M1937, des canons 47/32 M35 mais aussi du matériel livré par l'allié allemand) et d'équipements plus anciens (mitrailleuses Fiat-Revelli M 1935 par exemple, datant de la Première Guerre mondiale). Certaines fortifications étaient parfois protégées par des champs de mines et du fil barbelé.

## Histoire

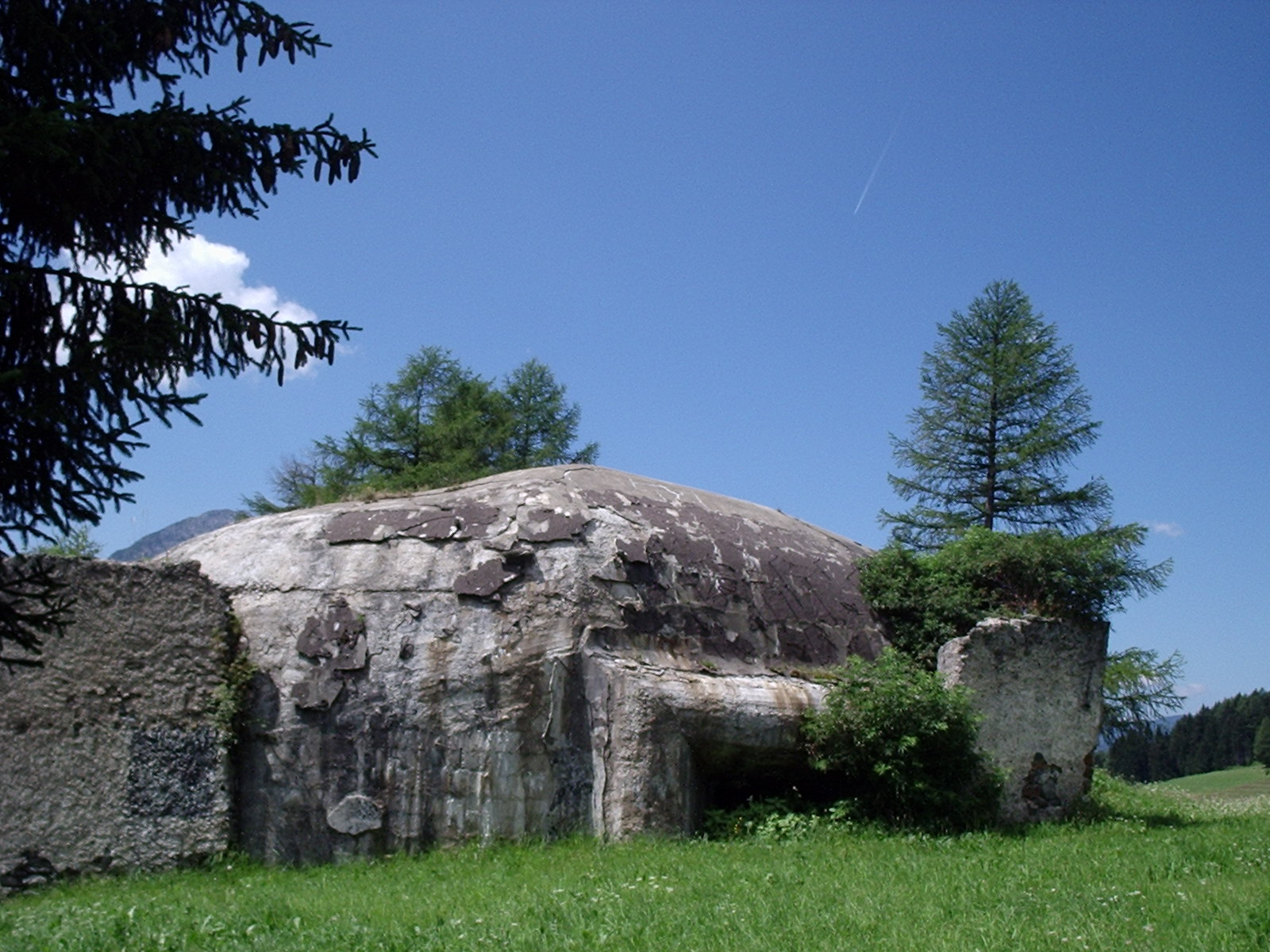
Casemate près de Dobbiaco.

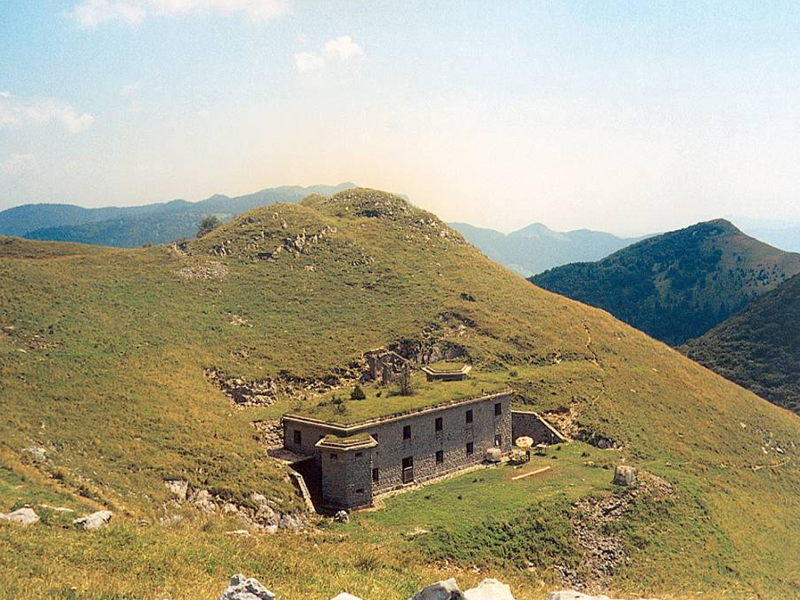
Fortification du Mur alpin à Zgornja Sorica (aujourd'hui en Slovénie).

La construction de la ligne débute en 1931 couvrant un arc allant de Vintimille sur la côte méditerranéenne (à l'ouest) à Fiume (maintenant Rijeka) sur la côte adriatique (à l'est). Elle englobe la Ligne Cadorna, construite lors de la Première Guerre mondiale à la frontière italo-suisse.

### Seconde Guerre mondiale
Dans les faits, le Mur alpin n'a été utilisé qu'en 1940 lors de la bataille des Alpes opposant l'Italie à la France, échangeant des tirs avec la ligne Maginot alpine, côté français. Plusieurs forts occidentaux du Mur alpin furent ainsi endommagés par les mortiers de campagne de 280 mm français, en particulier le Fort du Chaberton dominant le Col de Montgenèvre et menaçant Briançon. Les travaux de construction ont cependant continué jusqu'en 1942.
En 1944, la ligne est brièvement utilisée par les Allemands à la suite des revers de l'Axe dans la campagne d'Italie.

### Postérité
Après la Seconde Guerre mondiale, plusieurs fortifications furent données à la Yougoslavie avec des portions de territoire et l'Italie se vit interdire de reconstruire ou d'étendre ses fortifications en 1947 par le traité de Paris. Le Mur alpin est resté utilisé par les forces armées italiennes jusqu'à la fin de la guerre froide en 1991. Aucune fortification opérationnelle n'a cependant été conservée.
À la suite de la modification de frontière entre la France et l'Italie par le Traité de Paris en 1947, en particulier dans la région du Col du Mont-Cenis et du Fort de Ronce et dans la vallée de la Roya, certains ouvrages du Mur alpin sont maintenant en territoire français.
À Tende l'ouvrage 261 du barrage de vievola du 2e secteur Alta Roia/Gessi a été entièrement reconditionné par une association dans son état de 1939 prêt au combat.
Il est le seul ouvrage du vallo alpino de la 2de guerre à être aujourd'hui visitable dans son intégralité.